# NGC 568
NGC 568 (również IC 1709 lub PGC 5468) – galaktyka eliptyczna (E-S0), znajdująca się w gwiazdozbiorze Rzeźbiarza. Odkrył ją John Herschel 29 listopada 1837 roku.